# Ohad
Ohad (hebrejsky אֹהַד, v oficiálním přepisu do angličtiny Ohad) je vesnice typu mošav v Izraeli, v Jižním distriktu, v Oblastní radě Eškol.

## Geografie
Leží v nadmořské výšce 131 metrů na severozápadním okraji pouště Negev; v oblasti která byla od 2. poloviny 20. století intenzivně zúrodňována a zavlažována a ztratila charakter pouštní krajiny. Jde o zemědělsky obdělávaný pás přiléhající k pásmu Gazy a navazující na pobřežní nížinu. Jižně od vesnice ovšem ostře začíná zcela aridní oblast pouštního typu zvaná Cholot Chaluca.
Obec se nachází 18 kilometrů od břehu Středozemního moře, cca 97 kilometrů jihojihozápadně od centra Tel Avivu, cca 98 kilometrů jihozápadně od historického jádra Jeruzalému a 36 kilometrů západně od města Beerševa. Ohad obývají Židé, přičemž osídlení v tomto regionu je etnicky převážně židovské. 6 kilometrů severozápadním směrem ale začíná pásmo Gazy s početnou arabskou (palestinskou) populací.
Ohad je na dopravní síť napojen pomocí lokální silnice 2310, která na severu ústí do lokální silnice 232 a na východě do lokální silnice 222.

## Dějiny
Ohad byl založen v roce 1969. Je součástí kompaktního bloku zemědělských vesnic, do kterého spadají obce Ami'oz, Cochar, Ješa, Mivtachim, Ohad, Sde Nican, Talmej Elijahu. Osada byla založena Židovskou agenturou, která sem roku 1970 poslala prvních 15 rodin. V roce 1974 je posílila skupina dalších 30 rodin. Zpočátku osadníci pobývali v těžkých podmínkách bez dopravního spojení a občanské vybavenosti. Jméno vesnice odkazuje na biblickou postavu Ohada zmiňovaného v Knize Genesis 46,10
Místní ekonomika je založena na pěstování květin a zeleniny s sklenících. V obci funguje společenské centrum, sportovní areály, mateřská škola, synagoga a mikve.

## Demografie
Obyvatelstvo mošavu je smíšené, tedy sekulární i nábožensky orientované. Podle údajů z roku 2014 tvořili naprostou většinu obyvatel v Ohad Židé (včetně statistické kategorie "ostatní", která zahrnuje nearabské obyvatele židovského původu ale bez formální příslušnosti k židovskému náboženství).
Jde o menší obec vesnického typu s dlouhodobě rostoucí populací. K 31. prosinci 2014 zde žilo 391 lidí. Během roku 2014 populace stoupla o 2,6 %.
| Rok            | 1972 | 1983 | 1995 | 2001 | 2003 | 2004 | 2005 | 2006 | 2007 | 2008 | 2009 | 2010 | 2011 | 2012 | 2013 | 2014 |
| -------------- | ---- | ---- | ---- | ---- | ---- | ---- | ---- | ---- | ---- | ---- | ---- | ---- | ---- | ---- | ---- | ---- |
| Počet obyvatel | 151  | 223  | 246  | 188  | 207  | 219  | 223  | 227  | 242  | 268  | 374  | 376  | 368  | 372  | 381  | 391  |